# Sudamericano Juvenil M18 de Rugby 2025
El Campeonato Sudamericano SAR M18 de 2025 es la sexta edición del torneo para seleccionados M18 de Sudamérica Rugby y la segunda disputada bajo su actual denominación. Se llevará a cabo en La Rioja, Provincia de La Rioja, el 9 y 11 de abril.
El torneo fue ganado por Argentina 2 que venció a Argentina 1 en la final y por el tercer puesto Chile gano a Uruguay.

## Equipos participantes
- Selección juvenil de rugby de Argentina (Argentina 1 M18)
- Selección juvenil de rugby de Argentina (Argentina 2 M18)
- Selección juvenil de rugby de Chile (Cóndores M18)
- Selección juvenil de rugby de Uruguay (Teritos M18)

## Amistoso
| 9 de abril | La Rioja M18 | 12 - 22 | Catamarca M18 | Estadio Carlos Augusto Mercado Luna, La Rioja |  |

## Primera fase
| Pos | Equipos     | Partidos | Partidos | Partidos | Pts |
| Pos | Equipos     | G        | E        | P        | Pts |
| --- | ----------- | -------- | -------- | -------- | --- |
| 1   | Argentina 2 | 3        | 0        | 0        | 14  |
| 2   | Argentina 1 | 2        | 0        | 1        | 10  |
| 3   | Uruguay     | 1        | 0        | 2        | 5   |
| 3   | Chile       | 0        | 0        | 3        | 1   |

| 9 de abril | Argentina 1 | 26 - 7  | Chile | Estadio Carlos Augusto Mercado Luna, La Rioja |  |
|            |             | Reporte |       |                                               |  |

| 9 de abril | Argentina 2 | 19 - 17 | Uruguay | Estadio Carlos Augusto Mercado Luna, La Rioja |  |
|            |             | Reporte |         |                                               |  |

| 9 de abril | Argentina 2 | 28 - 8  | Argentina 1 | Estadio Carlos Augusto Mercado Luna, La Rioja |  |
|            |             | Reporte |             |                                               |  |

| 9 de abril | Uruguay | 15 - 14 | Chile | Estadio Carlos Augusto Mercado Luna, La Rioja |  |
|            |         | Reporte |       |                                               |  |

| 11 de abril | Argentina 2 | 45 - 0  | Chile | Estadio Carlos Augusto Mercado Luna, La Rioja |  |
|             |             | Reporte |       |                                               |  |

| 11 de abril | Argentina 1 | 45 - 0  | Uruguay | Estadio Carlos Augusto Mercado Luna, La Rioja |  |
|             |             | Reporte |         |                                               |  |

## Fase final

### Tercer puesto
| 11 de abril | Uruguay | 5 - 6   | Chile | Estadio Carlos Augusto Mercado Luna, La Rioja |  |
|             |         | Reporte |       |                                               |  |

### Final
| 11 de abril | Argentina 2 | 17 - 7  | Argentina 1 | Estadio Carlos Augusto Mercado Luna, La Rioja |  |
|             |             | Reporte |             |                                               |  |

| Bandera de Argentina           |
| Campeón Argentina Sexto título |